# フィリブス・ウニティス (戦艦)
フィリブス・ウニティス（ドイツ語: SMS Viribus Unitis）は、オーストリア＝ハンガリー帝国海軍の戦艦。テゲトフ級戦艦の1番艦。艦名の「フィリブス・ウニティス」（Viribus Unitis）はラテン語で「力を合わせて」の意味であり、フランツ・ヨーゼフ1世の個人モットー。当初は「テゲトフ」と命名される予定だった。

## 艦歴
フィリブス・ウニティスはトリエステのスタビリメント・テクニコ・トリエスティーノ社で起工、1911年6月24日に進水し、1912年12月5日に就役した。
オーストリア＝ハンガリー帝国が第一次世界大戦で敗戦すると、オーストリア政府は艦隊の他の艦艇と共にフィリブス・ウニティスをスロベニア人・クロアチア人・セルビア人国に与えることを決定した。スロベニア人・クロアチア人・セルビア人国は中立を宣言したため、艦隊が連合国の手に渡るのは妨げられた。
1918年10月30日、プーラに停泊していたフィブリス・ウニティスはスロベニア人・クロアチア人・セルビア人国海軍に正式に移管され、クロアチア人のヤンコ・ヴコヴィッチ大佐が艦長に就いた。艦名もユーゴスラビア（Jugoslavija）に改められた。だが新体制のもと活動できた期間はわずかだった。11月1日、フィブリス・ウニティス改めユーゴスラビアは、イタリア海軍の人間魚雷乗員による吸着機雷で沈められた。終戦3日前のことだった。
機雷は11月1日未明に2人のイタリア人ラファエル・パオルッチとラファエル・ロセッティにより設置された。機雷は時限式で、午前6時30分に起爆する設定だった。2人はすぐに見張に見つかり、艦載艇に追われてフィブリス・ウニティスに連行された。2人はオーストリアの戦艦を攻撃したつもりでいたが、既に中立国に移管されていたことを知って、爆弾を仕掛けたので逃げるように言い始めた。艦長も乗員に退艦を命じた。設定時刻を少し過ぎた午前6時44分に水中で爆発が生じると、フィブリス・ウニティスは転覆し、艦長のヴコヴィッチは艦と共に沈んだ。パオルッチとロセッティは捕虜としてオーストリアの病院船に収容され、終戦後に解放された。